# Batalha de Apros
A Batalha de Apros foi travada entre as forças do Império Bizantino, lideradas pelo imperador Miguel IX Paleólogo, e as da Companhia Catalã em Apros em julho de 1305. A Companhia havia sido contratada pelos bizantinos como mercenários para lutar contra os beilhiques turcos, mas, apesar das vitórias catalãs, os dois lados jamais confiaram um no outro e a relação rapidamente se deteriorou por conta de exigências financeiras dos catalães. No fim, o imperador Andrônico II Paleólogo e seu filho e co-imperador Miguel IX mandaram assassinar Rogério da Flor, comandante da Companhia, juntamente com sua corte em julho de 1305. Em julho, o exército bizantino, com um grande contingente de alanos e de turcópolos, enfrentou os catalães e seus próprios aliados turcos perto de Apros, na Trácia. A despeito da superioridade numérica bizantina, os alanos recuaram depois da primeira carga e os turcópolos desertaram em massa para os catalães, que pilharam a Trácia por dois anos antes de se mudarem para o oeste e para o sul, atravessando a Grécia, para conquistar o Ducado latino de Atenas em 1311 na Batalha de Cefisso.